# レ・アル

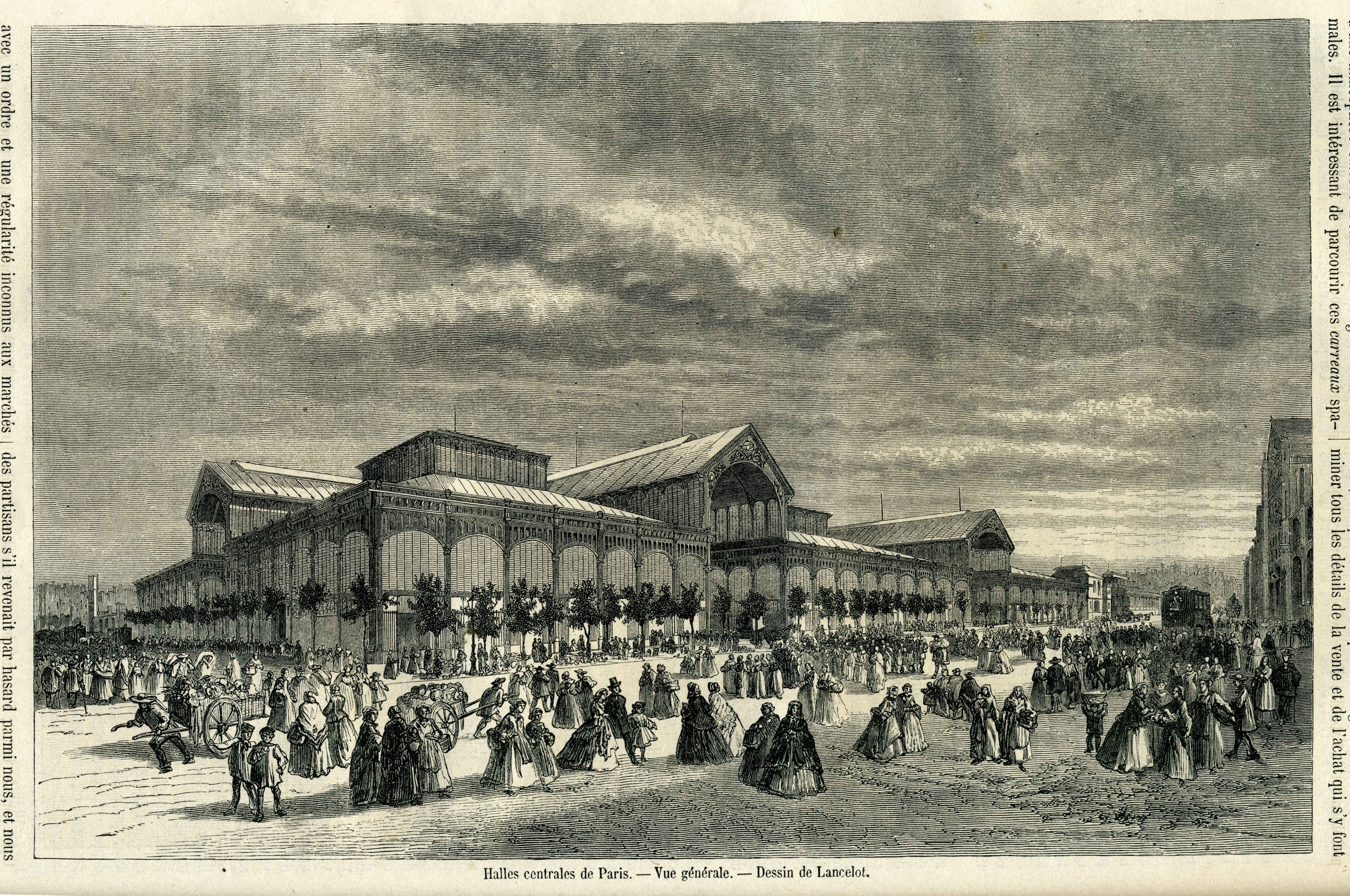
レ・アル中央市場（1862年）

レ・アル付近地下の鉄道交差

レ・アル (フランス語: Les Halles) は、フランス・パリ市の一区域で、1区のファッショナブルなモントルグイユ通り（Rue Montorgueil）の南端にあり、そこに建てられてきた建物を指す。その前身は中央卸売市場であり、1971年に取り壊されて、その代わりに近代的なショッピングセンターのフォーラム・デ・アルが建てられた。地下のRER鉄道のシャトレ-レ・アル駅は、パリ市の通勤鉄道システムの中核ハブになっている。

## 歴史
レ・アルの前身は、伝統的なパリの中央市場である。1183年に、フィリップ2世が中央市場を拡張し、国中の商人が商品を販売できる場所を作った。1850年代には、ヴィクトール・バルタールの斬新な設計で、パリの「胃袋」として知られる大きなガラスと鉄の建物が建てられた。
新たな市場競争に適応できず、大規模な改修が必要となった中央市場は 1971年に取り壊され（この遺構の一部は日本の横浜・港の見える丘公園のフランス山にも寄贈された）、商店の屋台とともに華やかな雰囲気は消えてしまった。そして卸売市場はパリ郊外のランジスへ移転した。
この場所は1970年代に建設されたRER鉄道の合流地点となり、市内から南と東西に向かう2つの路線がここで合流するようになった。数年後には、この中央市場跡地は「ル・トゥルー・デ・アル」（le trou des Halles＝市場の穴）と呼ばれる巨大なフォーラムとなり、古いサントゥスタシュ教会の近くで目障りな存在となった。
1977年にここで開業したシャトレ-レ・アル駅は、パリの新しい都市鉄道ハブになった。新しく完成したフォーラム・デ・アルは、1979 年にオープンした一部地下の高層商業ショッピングモールである。しかし、この建物のデザインは批判を集めて、パリ市は近年このエリアの再編について議論してきた。2014年には、レ・アル・モールの拡張で、新しくモダンな地上ビルが追加された。